# Mörttjärnen (Ströms socken, Jämtland, 709712-146360)
Mörttjärnen är en sjö i Strömsunds kommun i Jämtland och ingår i Indalsälvens huvudavrinningsområde.